# Неттастомові
Неттастомові (Nettastomatidae) або качкодзьобі вугри — родина морських риб ряду вугроподібних (Anguilliformes), підряд конгеровидні (Congroidei).
Поширені в Атлантичному, Індійському й Тихому океанах, зустрічаються в тропічному та теплій зоні помірного поясу.
Перші відомі викопні матеріали датуються середнім еоценом.
Вважається, що ці риби найтісніше пов'язані з родом Uroconger з родини конгерових.
Голова та морда вузькі й подовжені, рот великий. Дорослі особини в більшості видів (за винятком представників роду Hoplunnis) не мають грудних плавців. Хвіст різко звужується. Хребців зазвичай 190—280. Максимальна довжина близько 1 м.
Родина включає 6 родів:
- Facciolella  Whitley, 1938
- Hoplunnis  Kaup, 1859
- Nettastoma  Rafinesque, 1810
- Nettenchelys  Alcock, 1898
- Saurenchelys  Peters, 1864
- Venefica  Jordan & Davis, 1891

За даними Eschmeyer's Catalog of Fishes Каліфорнійської академії наук станом на 13 грудня 2022 року всього було відомо 46 видів, що належать до родини неттастомових.